# Arvid Borg
Arvid Otto Borg, född 9 januari 1855 Ystad, död 30 oktober 1943 i Lund, var en svensk teckningslärare, rektor och konstnär.
Han var son till apotekaren Anders Borg och Hilma Carolina Palmira Palm samt från 1891 gift med Beda Olivia Carlén och bror till Axel Borg.
Borg var anställd som teckningslärare vid lägre allmänna läroverket i Filipstad 1890-1897, och som språklärare vid Kristinehamns allmänna läroverk 1901 och adjunkt vid Högre allmänna läroverket i Karlstad 1905-1920. Hans konst består av landskapsmotiv utförda i akvarell.  